# Grand Prix automobile d'Europe 1984
Résultats du Grand Prix automobile d'Europe de Formule 1 1984 qui a eu lieu sur le Nürburgring en Allemagne le 7 octobre.

## Classement
| Pos. | No | Pilote             | Écurie            | Tours | Temps/Abandon                      | Grille | Points |
| ---- | -- | ------------------ | ----------------- | ----- | ---------------------------------- | ------ | ------ |
| 1    | 7  | Alain Prost        | McLaren-TAG       | 67    | 1 h 35 min 13 s 284 (191,751 km/h) | 2      | 9      |
| 2    | 27 | Michele Alboreto   | Ferrari           | 67    | + 23 s 911                         | 5      | 6      |
| 3    | 1  | Nelson Piquet      | Brabham-BMW       | 67    | + 24 s 922                         | 1      | 4      |
| 4    | 8  | Niki Lauda         | McLaren-TAG       | 67    | + 43 s 086                         | 15     | 3      |
| 5    | 28 | René Arnoux        | Ferrari           | 67    | + 1 min 01 s 430                   | 6      | 2      |
| 6    | 22 | Riccardo Patrese   | Alfa Romeo        | 66    | + 1 tour                           | 9      | 1      |
| 7    | 26 | Andrea De Cesaris  | Ligier-Renault    | 65    | + 2 tours                          | 17     |        |
| 8    | 21 | Mauro Baldi        | Spirit-Hart       | 65    | + 2 tours                          | 24     |        |
| 9    | 18 | Thierry Boutsen    | Arrows-BMW        | 64    | Panne d'essence                    | 11     |        |
| 10   | 25 | François Hesnault  | Ligier-Renault    | 64    | + 3 tours                          | 19     |        |
| Abd. | 16 | Derek Warwick      | Renault           | 61    | Échappement                        | 7      |        |
| Abd. | 30 | Jo Gartner         | Osella-Alfa Romeo | 60    | Panne d'essence                    | 22     |        |
| Abd. | 2  | Teo Fabi           | Brabham-BMW       | 57    | Boîte de vitesses                  | 10     |        |
| Abd. | 12 | Nigel Mansell      | Lotus-Renault     | 51    | Turbo                              | 8      |        |
| Abd. | 15 | Patrick Tambay     | Renault           | 47    | Alimentation                       | 3      |        |
| Abd. | 23 | Eddie Cheever      | Alfa Romeo        | 37    | Pompe à essence                    | 13     |        |
| Abd. | 9  | Philippe Alliot    | RAM-Hart          | 37    | Moteur                             | 25     |        |
| Abd. | 10 | Jonathan Palmer    | RAM-Hart          | 35    | Turbo                              | 21     |        |
| Abd. | 5  | Jacques Laffite    | Williams-Honda    | 27    | Moteur                             | 14     |        |
| Abd. | 11 | Elio De Angelis    | Lotus-Renault     | 25    | Turbo                              | 23     |        |
| Abd. | 20 | Stefan Johansson   | Toleman-Hart      | 17    | Surchauffe                         | 26     |        |
| Abd. | 6  | Keke Rosberg       | Williams-Honda    | 0     | Accident                           | 4      |        |
| Abd. | 19 | Ayrton Senna       | Toleman-Hart      | 0     | Accident                           | 12     |        |
| Abd. | 17 | Marc Surer         | Arrows-BMW        | 0     | Accident                           | 16     |        |
| Abd. | 31 | Gerhard Berger     | ATS-BMW           | 0     | Accident                           | 18     |        |
| Abd. | 24 | Piercarlo Ghinzani | Osella-Alfa Romeo | 0     | Accident                           | 20     |        |

## Pole position et record du tour
- Pole position : Nelson Piquet en 1 min 18 s 871 (vitesse moyenne : 207,316 km/h).
- Meilleur tour en course : Michele Alboreto et Nelson Piquet en 1 min 23 s 146 au 62e tour (vitesse moyenne : 196,656 km/h).

## Tours en tête
- Alain Prost : 67 (1-67)

## Statistiques
- 15e victoire pour Alain Prost.
- 41e victoire pour McLaren en tant que constructeur.
- 11e victoire pour TAG-Porsche en tant que motoriste.